# Louw Wepener
Lourens Jacobus (Louw) Wepener naît le 21 juillet 1812 à Graaff-Reinet. Son père, Frederick Jacobus Wepener, est un immigré allemand et sa mère, Johanna Maria Erasmus, est issue de la Colonie du Cap. Il vit auprès de son oncle, Lourens. Il est éduqué religieusement dans l'obédience de l'Église réformée hollandaise. Il se marie en premières noces avec Hester Susanna Nel, puis avec Hilletje Maria Levina Van Aardt. Il a neuf enfants avec sa seconde épouse.

## Carrière militaire
Wepener participe à plusieurs des guerres de frontières (dites aussi « guerres cafres » ou « guerres xhosas », 1834–1853) en tant qu'officier d'active (cornette). Il se rend à la ferme De Nek à Aliwal North en 1850, où il prend part à la huitième guerre xhosa (1850–1853) et il est promu commandant grâce à son exceptionnelle compétence au commandement. Il émigre ensuite vers l'État libre d'Orange, où il achète deux fermes, Constantia et Moordernaarspoort, dans le district de Bethulie. Lorsqu'il arrive dans l'État libre, il obtient le grade d'Acting Commandant. Il participe aux guerres sotho, qui opposent le roi Moshoeshoe Ier et l'État libre d'Orange, qui permettent à ce dernier d'obtenir de vastes territoires aux dépens des Sotho. Dans ce contexte, il mène une première attaque contre Thaba Bosiu, bastion des Sotho, qui échoue le 8 août 1865 ; il essaie de nouveau le 15 août. Il parvient à progresser dans le col de Khubelu, mais il est abattu par une balle en pleine tête et meurt sur place. Onze de ses soldats sont en outre tués et une trentaine blessés.

## Conséquences

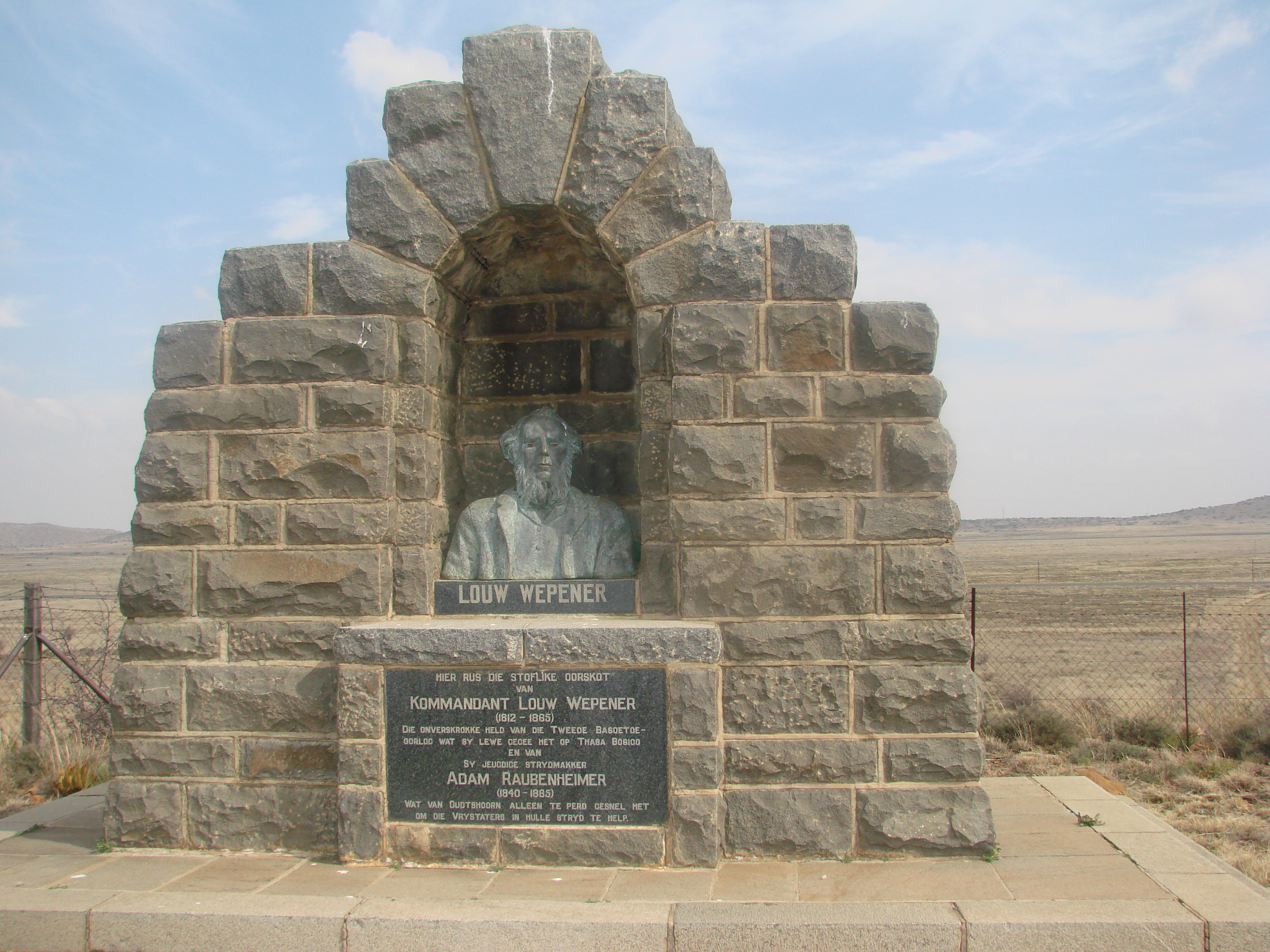
Tombe de Louw Wepener dans sa ferme de Constantia, Bethulie.

La mort de Wepener est une grande perte pour l'État libre car il est considéré comme un valeureux et remarquable dirigeant militaire. Deux de ses hommes de confiance, Carl Mathey et Chris du Randt, se faufilent, la nuit venue, pour récupérer son corps. Ils traînent le cadavre jusqu'à une tranchée peu profonde, à côté d'Adam Raubenheimer, un autre Boer tombé au combat. Il est d'abord inhumé à Thaba Bosiu par le docteur Prosper Lautre (1818–1893) de la Société des missions évangéliques de Paris.
Onze mois après sa mort, son fils, Dick, et quatre de ses amis se rendent à Thaba Bosiu pour récupérer les restes de son père afin de l'enterrer convenablement. Le fils du roi Moshoeshoe Ier, Tladi, indique à Dick Wepener l'endroit où il est enterré. Le corps est rapatrié dans la tombe de la ferme familiale à Constantia. Le col connu sous le nom de Khubelu, où est tué Wepener, est parfois appelé col Wepener en souvenir.

## Postérité

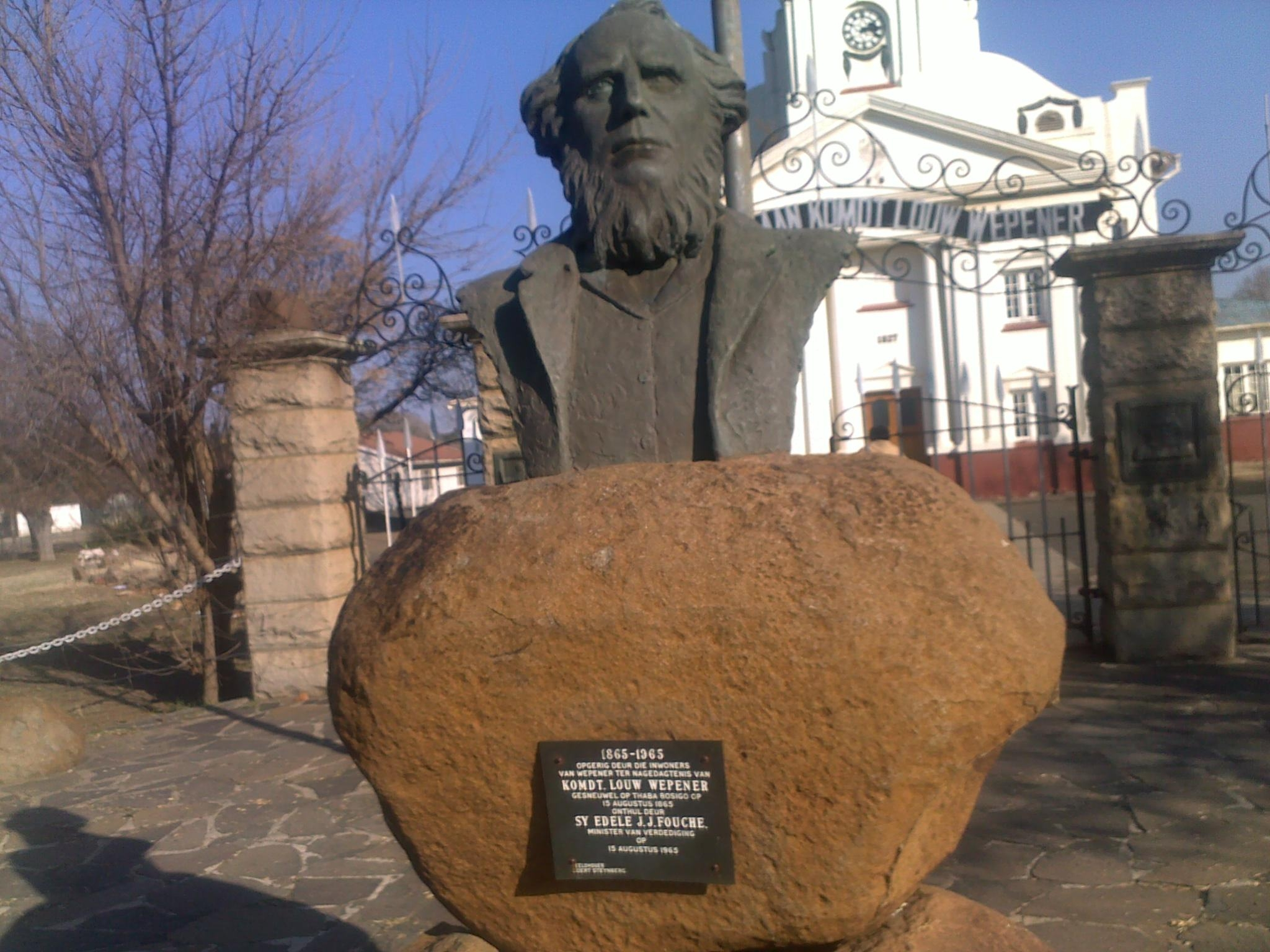
Buste de Louw Wepener devant l'hôtel de ville de la cité portant son nom.

Une ville, fondée en 1867, porte son nom. Elle se trouve dans l'actuelle province de l'État-Libre, sur les bords de la Jammersbergspuit, un affluent de la Caledon. Un buste le représentant figure devant l'hôtel de ville.
Sur la N6, à Aliwal North, un petit monument est érigé en son honneur. 
Deux récompenses militaires portent son nom, la Louw Wepener decoration (1952 – 1975) et la Louw Wepener medal (1967–1975), décernées jusqu'en 1975 par la South African Defence Force à ses membres pour des actes courageux ou héroïques ayant permis de sauver des vies.